# Azienda autonoma di Stato per i lavori pubblici
L'Azienda Autonoma di Stato per i Lavori Pubblici (AASLP) è un'impresa pubblica della Repubblica di San Marino.
L'AASLP è un'impresa pubblica costruttrice e appaltatrice di lavori pubblici edili, stradali, di bonifica del territorio e in ambito agrario e forestale.

## Storia
All'inizio degli anni '80 del XX secolo il Governo sammarinese istituì alcune aziende autonome finalizzate a realizzare l'intervento dello Stato nell'ambito della produzione di beni e nella gestione di servizi pubblici destinati al soddisfacimento di necessità e a promuovere lo sviluppo socio-economico della popolazione della Repubblica.
L'AASP ha iniziato l'attività il 30 novembre 1982, sulla base della legge 30 maggio 1982, n. 103.

## Struttura
Sono organi dell'Azienda:
- il Consiglio di Amministrazione
- il Presidente del Consiglio di Amministrazione
- il Collegio dei Sindaci Revisori

## Settori
L'AASLP è suddivisa nei seguenti settori di attività
- Amministrazione
- Progettazione
- Edilizia e Tecnologico
- Viabilità Bonifiche e Verde Pubblico
- Servizi Speciali